# Preis der Koldewey-Gesellschaft
Der Preis der Koldewey-Gesellschaft wurde erstmals 2001 aus Anlass des 75-jährigen Bestehens der Koldewey-Gesellschaft verliehen.
Der mit 1500 € dotierte Preis wird an vornehmlich jüngere Wissenschaftler verliehen, die sich mit einer gedruckten oder zum Druck angenommenen Arbeit profiliert haben, und dient damit der Nachwuchsförderung in der Bauforschung. Benannt wurde der Preis nach Robert Koldewey, einem der Begründer der modernen Bauforschung. Vorschläge können für eigene oder Arbeiten anderer Autoren an den Vorstand der Koldewey-Gesellschaft eingereicht werden. Die Auszeichnung wurde zunächst alle zwei Jahre verliehen, seit 2007 jährlich.

## Preisträger
- 2001: Ulrike Wulf-Rheidt
- 2003: Arzu Öztürk
- 2005: Martin Bachmann, Nicoline-Maria Bauers
- 2007: Elgin von Gaisberg
- 2008: Alexander von Kienlin
- 2009: Andreas Schwarting
- 2010: Dorothea Roos
- 2011: Peter Irenäus Schneider
- 2012: Arnd Hennemeyer
- 2013: Andrij Kutnyi
- 2014: Daniela Spiegel
- 2015: Alexandra Druzynski
- 2016: Tobias Rütenik
- 2017: Heike Lehmann
- 2018: Dominik Jelschewski
- 2019: Elke Richter
- 2020: Tobias Busen
- 2021: Silke Haps
- 2022: Julian Bauch
- 2024: Gunnar Schulz-Lehnfeld[1]